# Station Schulen
Station Schulen is een spoorwegstation langs spoorlijn 35 (Leuven - Hasselt) in Schulen, een deelgemeente van de Belgische stad Herk-de-Stad. Het is een station zonder loketten.
Het station ligt ten noorden van de dorpskern van Schulen langs de weg naar Lummen. Het stationsgebouw dateert uit 1975 en verving een vroeger station dat op dat moment afgebroken werd.
In 2007 werd de stationsomgeving heraangelegd. De auto- en fietsenparkings werden uitgebreid en de bushalte vernieuwd.

## Treindienst
| Serie       | Treinsoort          | Route                                                                         | Bijzonderheden                     |
| ----------- | ------------------- | ----------------------------------------------------------------------------- | ---------------------------------- |
| IC 08       | Intercity (NMBS)    | Antwerpen-Centraal – Mechelen – Brussels Airport-Zaventem – Schulen – Hasselt |                                    |
| L 2450      | L-trein (NMBS)      | Leuven – Aarschot – Schulen – Hasselt                                         | Rijdt niet in het weekend.         |
| P 7360/8360 | Piekuurtrein (NMBS) | Leuven – Schulen – Hasselt                                                    | Rijdt niet in het weekend.         |
| P 8225      | Piekuurtrein (NMBS) | Tongeren – Hasselt – Schulen – Leuven                                         | In het weekend in december en mei. |

## Galerij

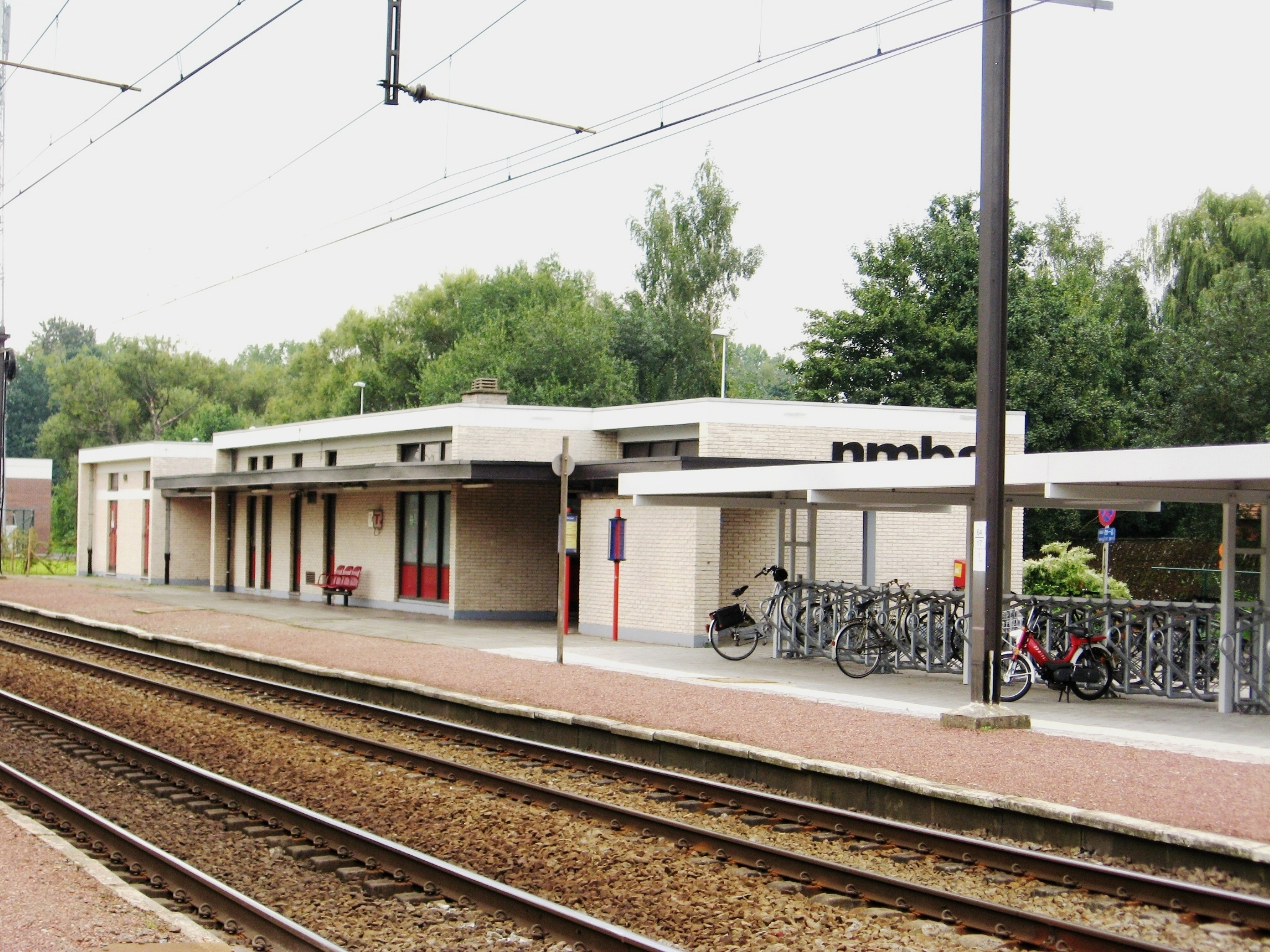
Het station in 2007

## Reizigerstellingen
De grafiek en tabel geven het gemiddeld aantal instappende reizigers weer op een week-, zater- en zondag.
| Tabel: aantal instappende reizigers station Schulen | Tabel: aantal instappende reizigers station Schulen | Tabel: aantal instappende reizigers station Schulen | Tabel: aantal instappende reizigers station Schulen |
|                                                     | Weekdag                                             | Zaterdag                                            | Zondag                                              |
| --------------------------------------------------- | --------------------------------------------------- | --------------------------------------------------- | --------------------------------------------------- |
| 1977                                                | 202                                                 | 54                                                  | 38                                                  |
| 1978                                                | 176                                                 | 37                                                  | 56                                                  |
| 1979                                                | 173                                                 | 28                                                  | 56                                                  |
| 1980                                                | 164                                                 | 43                                                  | 55                                                  |
| 1981                                                | 213                                                 | 36                                                  | 55                                                  |
| 1982                                                | 192                                                 | 33                                                  | 60                                                  |
| 1983                                                | 167                                                 | 47                                                  | 60                                                  |
| 1984                                                | 115                                                 | 37                                                  | 52                                                  |
| 1985                                                | 99                                                  | 23                                                  | 66                                                  |
| 1986                                                | 75                                                  | 22                                                  | 41                                                  |
| 1987                                                | 92                                                  | 25                                                  | 45                                                  |
| 1988                                                | 104                                                 | 30                                                  | 46                                                  |
| 1989                                                | 115                                                 | 21                                                  | 43                                                  |
| 1990                                                | 121                                                 | 26                                                  | 30                                                  |
| 1991                                                | 126                                                 | 47                                                  | 65                                                  |
| 1992                                                | 149                                                 | 37                                                  | 51                                                  |
| 1993                                                | 148                                                 | 30                                                  | 55                                                  |
| 1994                                                | 165                                                 | 20                                                  | 42                                                  |
| 1995                                                | 174                                                 | 24                                                  | 57                                                  |
| 1996                                                | 174                                                 | 29                                                  | 46                                                  |
| 1997                                                | 176                                                 | 22                                                  | 44                                                  |
| 1998                                                | 190                                                 | 24                                                  | 58                                                  |
| 1999                                                | 159                                                 | 18                                                  | 62                                                  |
| 2000                                                | 186                                                 | 32                                                  | 49                                                  |
| 2001                                                | 157                                                 | 16                                                  | 44                                                  |
| 2002                                                | 173                                                 | 34                                                  | 46                                                  |
| 2003                                                | 147                                                 | 32                                                  | 56                                                  |
| 2004                                                | 161                                                 | 30                                                  | 77                                                  |
| 2005                                                | 204                                                 | 31                                                  | 70                                                  |
| 2006                                                | 247                                                 | 37                                                  | 74                                                  |
| 2007                                                | 248                                                 | 32                                                  | 62                                                  |
| 2008                                                | -                                                   | -                                                   | -                                                   |
| 2009                                                | 224                                                 | 36                                                  | 113                                                 |
| 2010                                                | -                                                   | -                                                   | -                                                   |
| 2011                                                | -                                                   | -                                                   | -                                                   |
| 2012                                                | 263                                                 | 54                                                  | 177                                                 |
| 2013                                                | 297                                                 | 68                                                  | 203                                                 |
| 2014                                                | 291                                                 | 52                                                  | 167                                                 |
| 2015                                                | 250                                                 | 18                                                  | 95                                                  |
| 2016                                                | 239                                                 | 69                                                  | 211                                                 |
| 2017                                                | 250                                                 | 59                                                  | 142                                                 |
| 2018                                                | 256                                                 | 57                                                  | 89                                                  |
| 2019                                                | 242                                                 | 106                                                 | 186                                                 |
| 2020                                                | 134                                                 | 59                                                  | 176                                                 |
| 2021                                                | -                                                   | -                                                   | -                                                   |
| 2022                                                | 265                                                 | 109                                                 | 250                                                 |
| 2023                                                | 247                                                 | 103                                                 | 122                                                 |
| 2024                                                | s44                                                 | 183                                                 | 185                                                 |

0,0: Leuven ·
3,8: Holsbeek ·
6,0: Putkapel ·
7,1: Rotselaar ·
9,1: Wezemaal ·
12,3: Gelrode ·
15,5: Aarschot ·
19,3: Langdorp ·
25,2: Testelt ·
28,1: Zichem ·
33,2: Diest ·
38,5: Zelem ·
41,1: Linkhout ·
43,2: Schulen ·
46,5: Spalbeek ·
48,3: Kermt-Dorp ·
49,9: Kermt-Statie ·
53,8: Hasselt